# Малашкин, Леонид Дмитриевич
Леонид Дмитриевич Мала́шкин (13 [25] марта 1843, Рязань — 29 января [11 февраля] 1902, Москва) — российский композитор, дирижёр, пианист и исполнитель на фисгармонии

## Биография
Родился 13 марта 1843 года в имении отца, рязанского помещика Дмитрия Даниловича Малашкина, владевшего суконной фабрикой в селе Мурмино. Учился на юридическом факультете Московского университета. Музыкальное образование получил в Берлине. Вернувшись в 1870 году в Петербург, выступил как дирижёр и композитор. Не нашёл общего языка с Николаем Рубинштейном. Гастролировал в Европе с русским репертуаром — в частности, в 1872 г. дирижировал в Берлине концертом из произведений Глинки, Даргомыжского и своих собственных (о прозвучавшей симфонии Малашкина «Жизнь артиста» бельгийский рецензент отзывался как о «скорее полной добрыми намерениями, чем интересной»). С 1877 года дирижёр Киевской оперы. В 1879 году в Киеве была поставлена опера Малашкина «Илья Муромец», исполнялась также симфония ми бемоль мажор, — оба произведения, согласно литературе XIX века, не пользовались успехом. Преподавал пение в Киевской духовной семинарии, с 1888 года жил в Москве, последние годы жизни провёл в Новоспасском монастыре.
По утверждению С. Малашкина, дальнего родственника композитора,

В семидесятых годах XIX века буквально вся Россия — от курсисток до корифеев сцены — пела сочинения Малашкина. Леонид Дмитриевич успешно гастролировал в Петербурге, Киеве, Москве и в родной Рязани. Композитор удивительно исполнял свои романсы, аккомпанируя на органе. Любовь к романсам, быть может, перешла от замечательного русского композитора Александра Ивановича Дюбюка, автора многочисленных популярных романсов, у которого Леонид Малашкин делал первые шаги в музыке. Очень скоро ярким светом разгорелся талант ученика. В бездонное киевское небо взметнулся круг церковных песнопений по древним напевам Киево-Печерской лавры — драгоценный вклад в церковную музыку композитора Леонида Дмитриевича Малашкина.— 
В творческом наследии Малашкина наибольшее значение имели романсы, в том числе «Не скажу никому» (на слова А. В. Кольцова), «Слышу ль я голос твой» (на слова М. Ю. Лермонтова), «Серп», «Не страшна мне Волга-матушка», «Где вы, дни мои весенние». Особенной известностью пользовался романс «О, если б мог выразить в звуке» (на стихи Г. А. Лишина), входивший в репертуар Фёдора Шаляпина, Марка Рейзена, Юрия Гуляева, Николая Гедды, Бориса Штоколова, Сергея Захарова, Олега Погудина и др. Значительное распространение имели его хоры «Херувимская», «Свете тихий» и др. Среди других произведений Малашкина — симфония № 2 на русские народные темы, два струнных квартета, траурный марш и др. Малашкин также обработал для четырёхголосного хора круг церковных песнопений по напеву Киево-Печерской лавры, собирал и аранжировал русские народные песни.
Пожизненный член Кирилло-Мефодиевского братства, почетный член Общества любителей церковного пения, автор известных романсов. Почётный гражданин Москвы, Потомственный почётный гражданин, — почётное гражданство получил его отец, Малашкин Дмитрий Данилович, в 1853 году по прошению.
Был женат на Анне Павловне Сырейщиковой и имел шестерых детей. Одна из его дочерей, Елизавета Малашкина, вышла замуж за инженера Густава Шперка, младшего сына доктора медицины Эдуарда Шперка.

## Романс «Я встретил Вас…»
Известный романс «Я встретил Вас…» на стихи Фёдора Тютчева был введён в широкую исполнительскую практику выдающимся певцом Иваном Козловским и неоднократно записан; однако обычно при этом делалась помета «Автор музыки неизвестен». Как утверждается, музыковед Г. Павлова доказала, что этот романс — слегка изменённое сочинение Леонида Малашкина:
…известно, что в доме композитора в Рязани часто устраивались музыкальные вечера; из раскрытых окон, выходивших в городской сад, отчетливо были слышны голоса, исполняющие песни и романсы, доносились звуки фортепиано и виолончели, на которых играли дочери Малашкина, аккомпанируя поющим. Гуляющая в саду публика собиралась у дома и слушала, наслаждаясь бесплатным концертом, и, конечно, многие, уходя, уносили в памяти запавший в душу напев. Возможно, романс «Я встретил вас» пели дуэтом, даже хором. И, передаваясь из уст в уста, мелодия его незаметно менялась, возникали её различные варианты. Есть даже и такой мультфильм Я встретил вас.
По сведениям из книги Л. Мархасёва «Серенада на все времена» (Л.: Советский композитор, 1988),

Догадка музыковеда подтвердилась: несколько лет назад в нотных хранилищах Ленинграда и Москвы были найдены ноты романса Малашкина «Я встретил вас», изданные в Москве в 1881 году тиражом не более трехсот экземпляров. Немудрено, что этот крошечный тираж не только мгновенно разошелся, но и за целый век (век!) потерялся, исчез в океане нотных публикаций. А вместе с нотами кануло в Лету и имя композитора.